# Quines

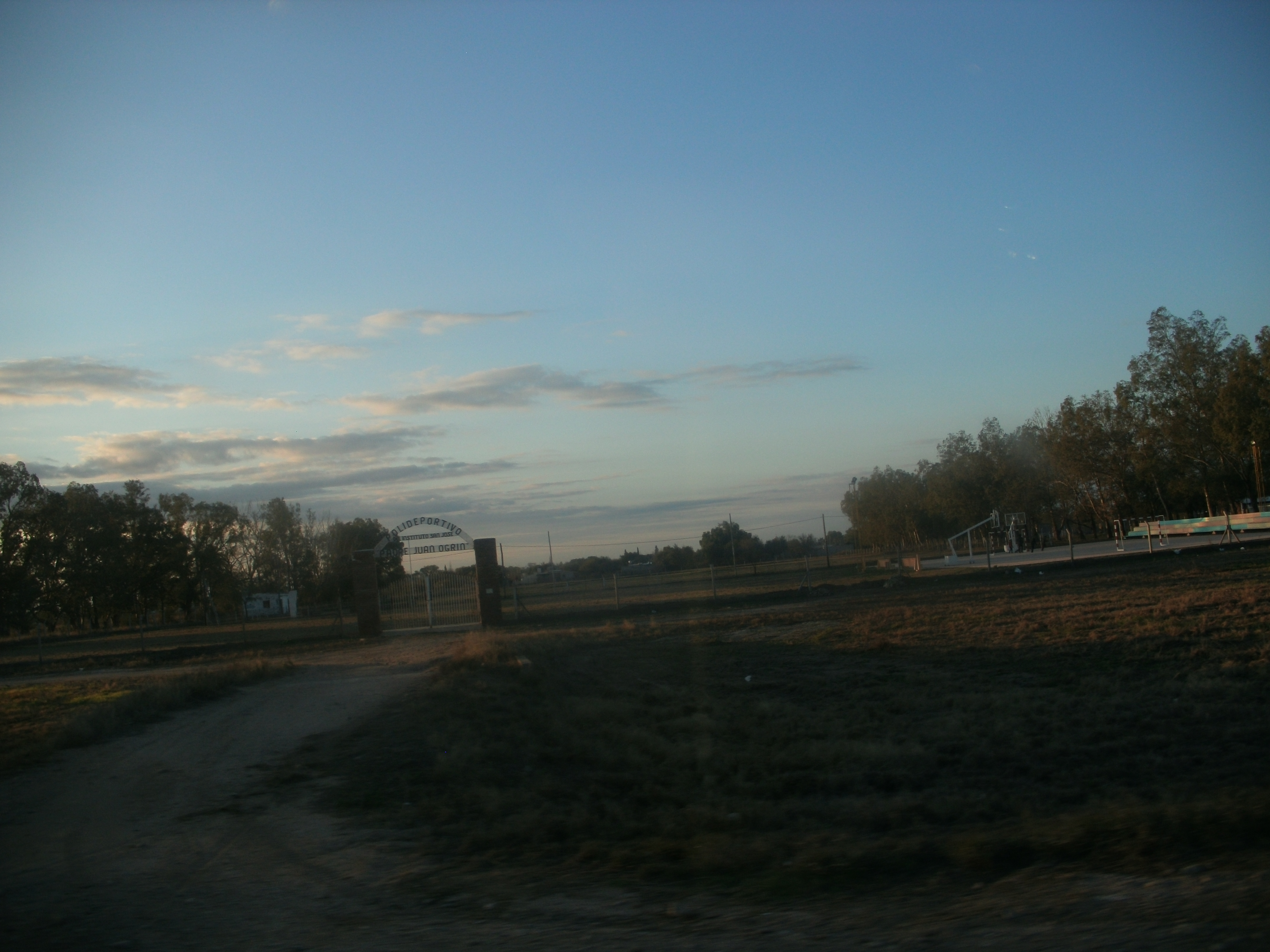
Polideportivo "Padre Juan Ogrin" del Instituto San José.

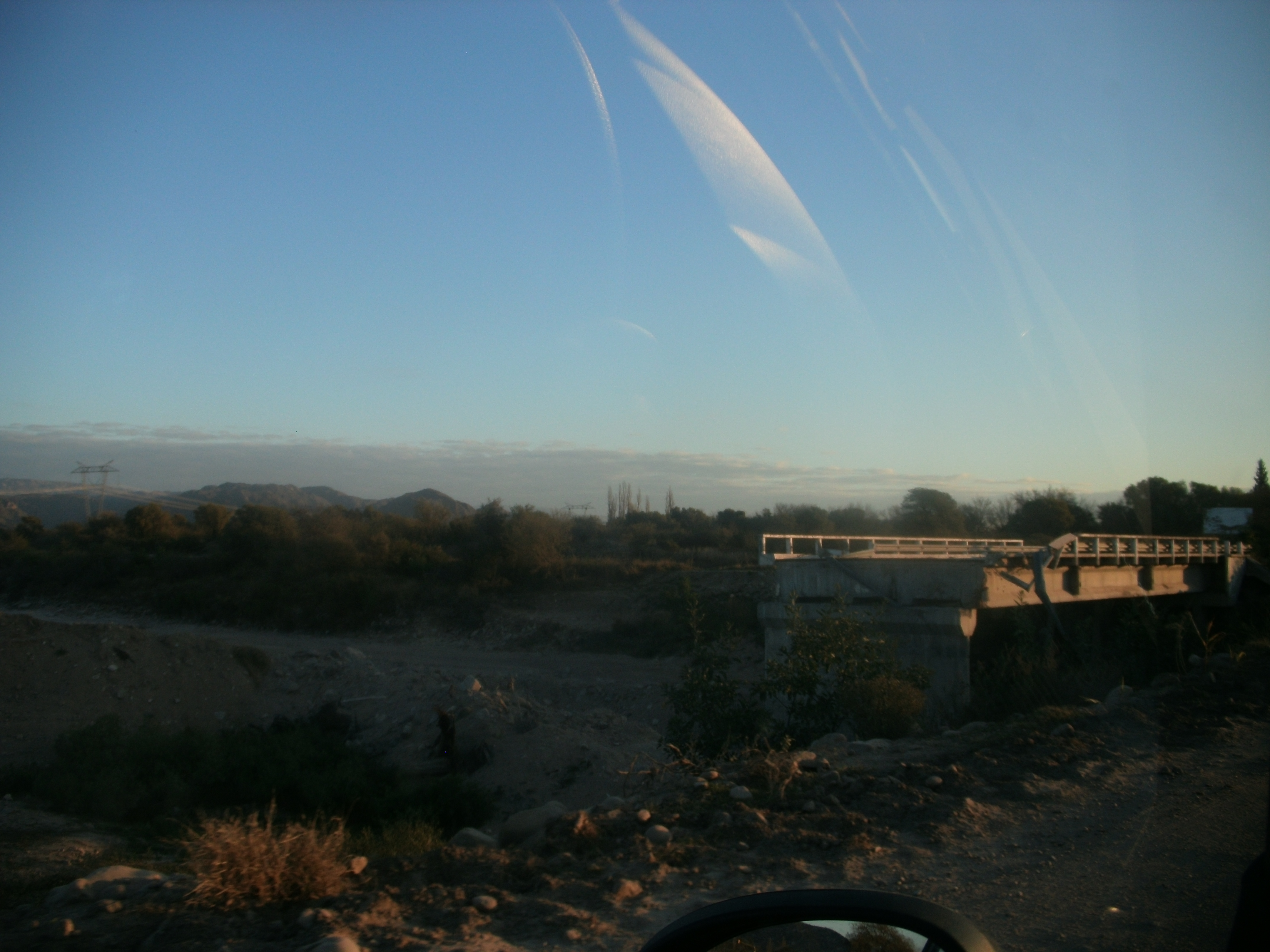
Ruta nacional dañada por el río Quines.

Quines es una localidad del departamento Ayacucho, provincia de San Luis, Argentina. 
Es la localidad más poblada del departamento, sin ser la cabecera
Se halla emplazada en las estribaciones de las sierras de San Luis y es atravesada por el río Quines.
Además se encuentra ubicada en el empalme de dos rutas nacionales en el norte de la provincia de San Luis, la RN 20 que viene desde Córdoba a San Juan y la RN 79 (de la cual constituye el  "kilómetro cero"), que enlaza la localidad de Casa de Piedra en Catamarca con la localidad de Quines.

## Geografía

### Población
Contó con 7,460 habitantes (Indec, 2010), lo que representó un incremento del 21,7 % frente a los 6,128 habitantes (Indec, 2001) del censo anterior. Esta magnitud la sitúa como la unidad más poblada del departamento Ayacucho.
Según el censo 2022 la población total del municipio fue de 9,410 personas. En tanto, el número de viviendas registradas fue de 3537.Estos datos le valieron ser el séptimo municipio más poblado de provincia.
| Gráfica de evolución demográfica de Quines entre 1895 y 2022 |
|                                                              |
| Fuente: Censos nacionales del INDEC                          |

### Clima
[cita requerida]El clima que presenta la ciudad de Quines, junto a la topografía, es continental árido con una temperatura media anual de 17 °Celsius, media invernal de 8 ° Celsius y estival de 24 ° Celsius. Las lluvias disminuyen de este a oeste y se dan principalmente en verano, entre los meses de octubre y marzo. En invierno son casi nulas. El régimen de lluvias anual es de 550 a 700 milímetros, aunque a veces alcanza unos 880 milímetros. Se encuentra en una zona sísmica con una frecuencia de terremotos medios y graves de aproximadamente 100 años y en 1936 fue afectado por el Terremoto de San Luis.

## Educación
Quines cuenta con siete escuelas: seis estatales y una privada. 

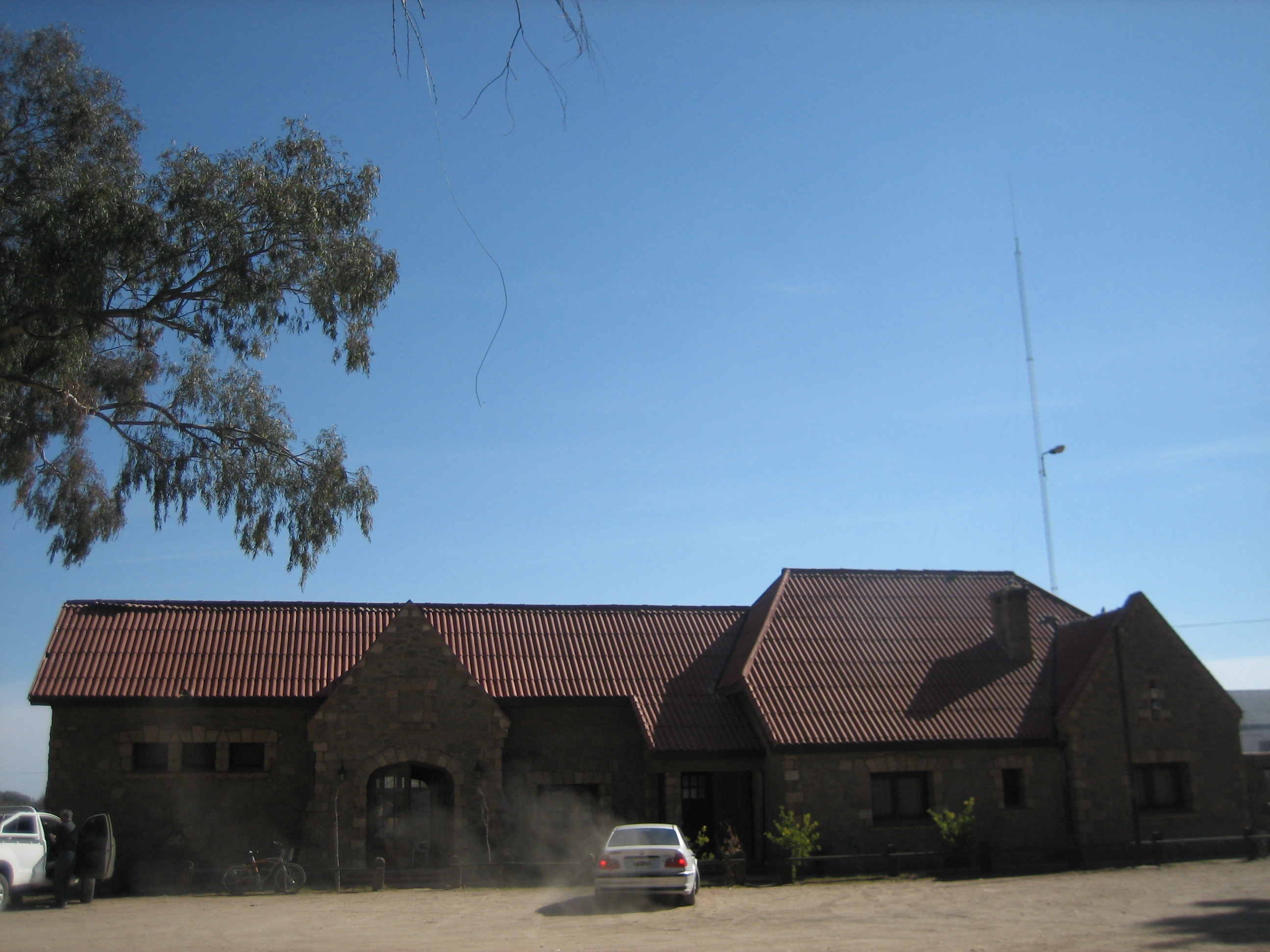
Estación de Quines.

## Deportes

### Fútbol
Clubes de Fútbol oriundos de la ciudad de Quines.
| Clubes                                         | Dirección           | Liga                              | Fecha de Fundación |
| ---------------------------------------------- | ------------------- | --------------------------------- | ------------------ |
| Club Barrio 4 de Junio                         | Pueyrredón s/n      | Liga del Fútbol del Norte Puntano |                    |
| Club Deportivo Barrio Estación                 | Avenida Colón s/n   | Liga del Fútbol del Norte Puntano |                    |
| Club Defensores de Santa María                 | Mariano Moreno s/n  | Liga del Fútbol del Norte Puntano |                    |
| Club Deportivo La Florida                      | San Miguel s/n      | Liga del Fútbol del Norte Puntano | 1 de enero de 1966 |
| Club Sportivo Pringles                         | Belgrano y Saavedra | Liga del Fútbol del Norte Puntano |                    |
| Club Social y Deportivo "Jose Manuel Catalini" | Belgrano y Saavedra | Liga del Fútbol del Norte Puntano |                    |

### Básquet
| Club                             | Dirección      | Liga                       | Fundación     |
| -------------------------------- | -------------- | -------------------------- | ------------- |
| Asociación Pasión por el Básquet | 25 de Mayo s/n | Liga del Valle del Conlara | Abril de 2015 |

## Medios de Comunicación
- Norte Puntano
- FM Fiesta 98.1
- Radio Mega Quines 93.5
- Fm Ciudad 106.3

## Fiesta Nacional del Mate
Desde 1985, se lleva a cabo la Fiesta Nacional del Mate y los Artesanos de la Madera. La celebración tiene estrecha vinculación con la explotación forestal que da sustento económico al pueblo, básicamente a través del procesamiento de especies como quebracho blanco, algarrobo, tintitaco y retamo. La primera edición nacional de la fiesta tuvo lugar en 2002.

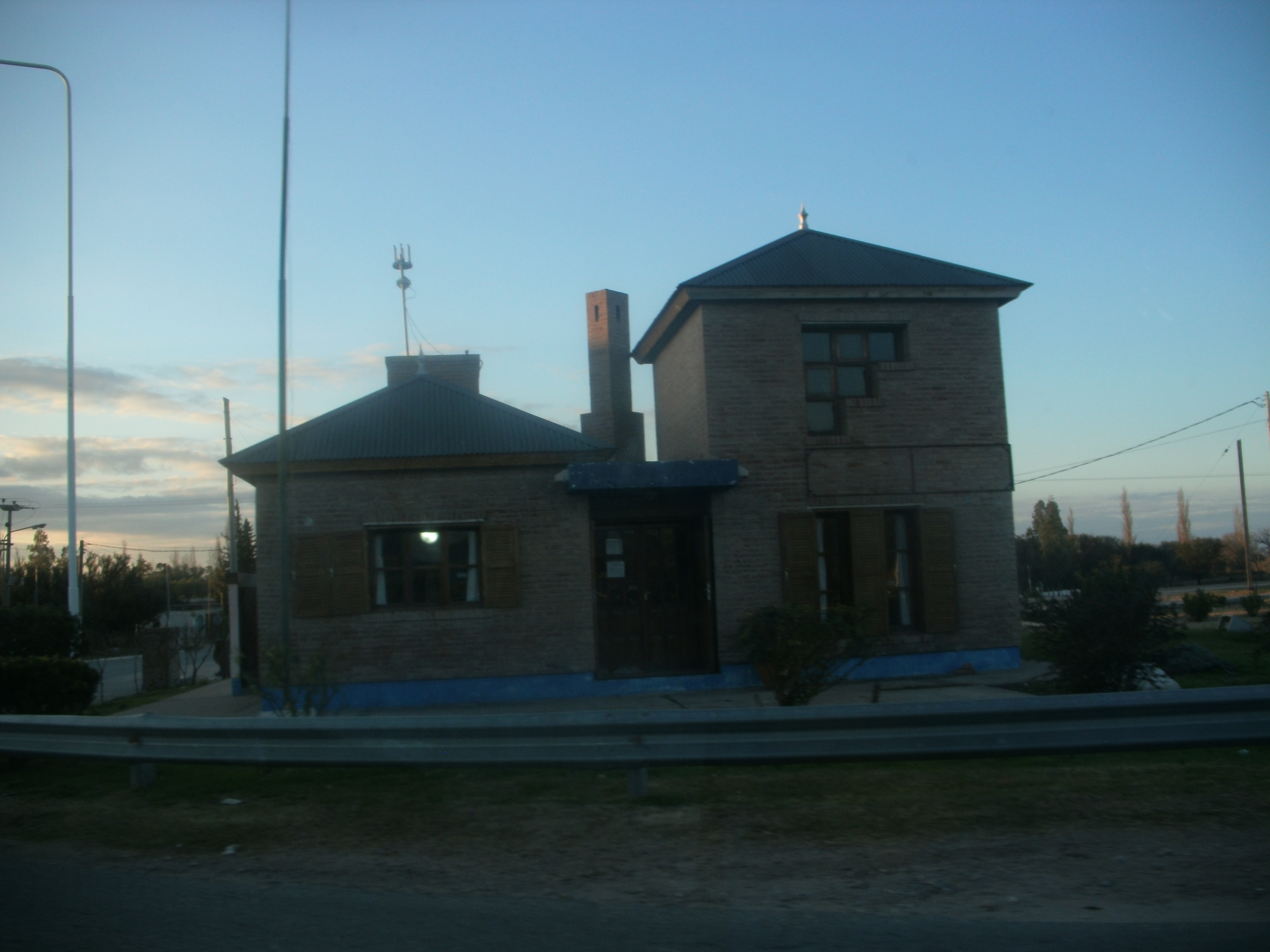
Oficina de turismo

## Personalidades Destacadas
- Carolina Tobar García: Maestra, Médica, Psiquiatra, Psicóloga, Legista, Forense.(10 de noviembre de 1898 Quines- 5 de octubre de 1962, Buenos Aires)

- Tahiel Lucero: concertista de piano.
- Lucas Fernández: Jugador de fútbol en Independiente Rivadavia.